# Vakhtang Chanturishvili
Vakhtang Chanturishvili (tiếng Gruzia: ვახტანგ ჭანტურიშვილი; sinh 5 tháng 8 năm 1993) là một cầu thủ bóng đá Gruzia thi đấu cho Zlín ở vị trí tiền vệ cánh.

## Sự nghiệp

### Sự nghiệp câu lạc bộ
Chanturishvili khởi đầu sự nghiệp ở Norchi Dinamoeli. Anh ra mắt cho đội bóng vào ngày 23 tháng 8 năm 2013 trong trận đấu trước FC Samgurali Tskhaltubo.

### Sự nghiệp quốc tế
Vào tháng 5 năm 2016, Chanturishvili được triệu tập  và ra sân lần đầu tiên với đội tuyển quốc gia trong thất bại 3–1 trước Slovakia ngày 27 tháng 5, anh thi đấu từ đầu và bị thay ra ở phút 45 bởi Levan Kenia.

## Danh hiệu
- Dinamo Tbilisi:
  - Gruzian League (1): 2015–16
  - Cúp bóng đá Gruzia (2): 2014–15, 2015–16
  - Siêu cúp bóng đá Gruzia (1): 2015–16
- Zestafoni:
  - Gruzian League (1): 2011–12
  - Gruzian League Á quân (1): 2013–14
  - Cúp bóng đá Gruzia Á quân (1): 2011–12
  - Siêu cúp bóng đá Gruzia (2): 2011–12, 2012–13.